# Aníbal González
Aníbal Segundo González Espinoza (Rapel, 13 marzo 1963) è un ex calciatore cileno, di ruolo attaccante.

## Palmarès

### Competizioni nazionali
- Coppa del Cile: 1

Colo-Colo: 1994

### Competizioni internazionali
- Recopa Sudamericana: 1

Colo-Colo: 1992
- CONCACAF Cup Winners Cup: 1

Monterrey: 1993